# Бинкос
Бѝнкос е село в Югоизточна България. То се намира в Община Сливен, област Сливен.

## Име
На османски турски „бин кос“ означава „хиляда пашкула“. Вероятно идва от това, че вместо данък населението било задължено да дава толкова пашкули през османското владичество.

## География
Село Бинкос е разположено в Източна Стара планина, на брега на Беленска река, приток на река Тунджа. Намира се на кръстопът, свързващ Сливен с Твърдица и Сливен с Нова Загора.

## История
Преди Руско-турската война (1877 – 1878) е било изцяло османско село, но след идването на руските войски османското население бяга към Османската империя. Земите, които те оставят, са купени от българи и селото става изцяло българско. На запад от селото се намира известната Сатма чешма, където през месец май 1876 г. са заловени и убити Стоил войвода и неговите четници. В селото има над сто орехови дървета. Орехите са не само във и покрай селото, но също така и по бреговете на минаващата близо река Тунджа. Бинкос е известно с воденицата, барата и системата от канали за независимо водонапояване, които жителите на селото все още поддържат в отлично състояние. Жителите му са известни и с производството на сочни праскови и череши.
Запазени са сведения, че през лятото на 1891 г. край селото е разкрито находище на каменни въглища.
В миналото в Бинкос е имало начално училище (изградено в 1880) и детска градина. Поради липсата на деца са затворени. Причината може да се търси в това, че много от младите жители бягат в близкия административен център – Сливен. Известно е също, че Бинкос е единственото село с разрушено читалище след демократичния преход.
На 23 септември 2019 г. са положени основите за строеж на параклис (какъвто не е имало в селото).

## Религии и етноси
Основна религия е православното християнство.

## Културни и природни забележителности
Коритото на река Тунджа около селото е подходящо за туризъм и риболов.
В близост, по поречието на река Беленска, се намира извор, за водата на която местните твърдят, че е лековита. Това е подходящо място за почивка през лятото, далеч от шума на всекидневието.